# 영천역
영천역(Yeongcheon station, 永川驛)은 대한민국 경상북도 영천시 완산동에 있는 중앙선과 대구선의 철도역이다.
이 역의 급수탑은 1937년에 세워진 것이다. 그 보존 상태가 양호할 뿐 아니라 급수탑에 한국 전쟁 당시의 총탄 자국이 남아있어 역사적 가치를 인정받아 국가등록문화재로 지정되었다.
중앙선 영주, 안동, 군위 방면에서 대구선으로 직결 운행하는 여객열차는 이 역을 앞두고 영천삼각선을 따라 중앙선에서 바로 대구선으로 진입한다. 이 과정에서 영천역 대신 북영천역에 정차했으나, 중앙선의 복선 전철화 과정에서 2024년 12월에 북영천역의 여객 취급이 중단되어 군위 ~ 하양 구간을 무정차로 운행한다.

## 연혁
- 1918년 11월 1일 : 보통역으로 영업 개시[1]
- 1938년 7월 1일 : 표준궤로 개량[2]
- 1941년 3월 1일 : 역사 준공
- 1971년 9월 10일 : 무연탄 화물 도착역 지정[3]
- 1985년 6월 1일 : 북영천, 송포신호장 통합 관리
- 1995년 11월 27일 : 현재의 역사 준공
- 2006년 5월 1일 : 소화물 취급 중지
- 2009년 10월 31일 : 화물 취급 중지[4]
- 2018년 11월 1일 개업 100주년
- 2019년 12월 : 대구선 금호 ~ 영천 구간 복선화 완료
- 2021년 7월 : 대구선 전철화 완료
- 2021년 12월 28일 : 중앙선 영천 ~ 경주 구간, 동해선 포항 ~ 태화강 구간 복선 전철화 완료
- 2022년 11월 5일 : 누리로 정차 개시
- 2023년 12월 18일 : ITX-마음 운행 개시
- 2024년 12월 20일 : KTX-이음 운행 개시 및 중앙선 도담 ~ 영천 구간 복선 전철화 완료

## 역 구조
역 방면이 1번 승강장이며 쌍섬식 승강장이다. 승강장은 고상홈과 저상홈이 같이 붙어있다

### 승강장
| ↑아화                       |
| \| １２ \| ３４ \|          |
| 군위(중앙선)↓/하양(대구선)↓ |

| 1 · 2 | 대구선 · 동해선 · 중앙선 | 무궁화호 누리로 ITX-마음 KTX-이음 | 부전 · 태화강 · 강릉 방면   |
| 3 · 4 | 대구선 · 동해선 · 중앙선 | 무궁화호 누리로 ITX-마음 KTX-이음 | 영주 · 청량리 · 동대구 방면 |

## 인접한 역
이 역에 정차하는 열차는 대부분 동대구역을 기점으로 운행한다. 서울로 가는 열차는 중앙선의 복선 전철화 이전에는 청량리역까지 운행하는 부전발 중앙선 경유 무궁화호가 왕복 2회 있었으며, 더 이전에는 서울 - 포항/울산 새마을호도 운행했다. 2024년 12월 20일부터 청량리 ~ 부전 무궁화호가 폐지되고, 청량리 ~ 부전 KTX-이음 열차와 ITX-마음 열차가 각각 2회 정차한다. 
| 중앙선           | 중앙선          | 중앙선           |
| ---------------- | --------------- | ---------------- |
| 의성 서울 방면   | KTX 중앙선      | 경주 부전 방면   |
| 군위 청량리 방면 | ITX-마음 중앙선 | 경주 부전 방면   |
| 대구선 · 동해선  |                 |                  |
| 하양 동대구 방면 | ITX-마음 동해선 | 경주 부전 방면   |
| 하양 동대구 방면 | ITX-마음 동해선 | 서경주 강릉 방면 |
| 하양 동대구 방면 | 누리로 동해선   | 아화 태화강 방면 |
| 하양 동대구 방면 | 누리로 동해선   | 아화 강릉 방면   |
| 하양 동대구 방면 | 무궁화호 동해선 | 아화 포항 방면   |
| 하양 동대구 방면 | 무궁화호 동해선 | 경주 부전 방면   |

## 사진

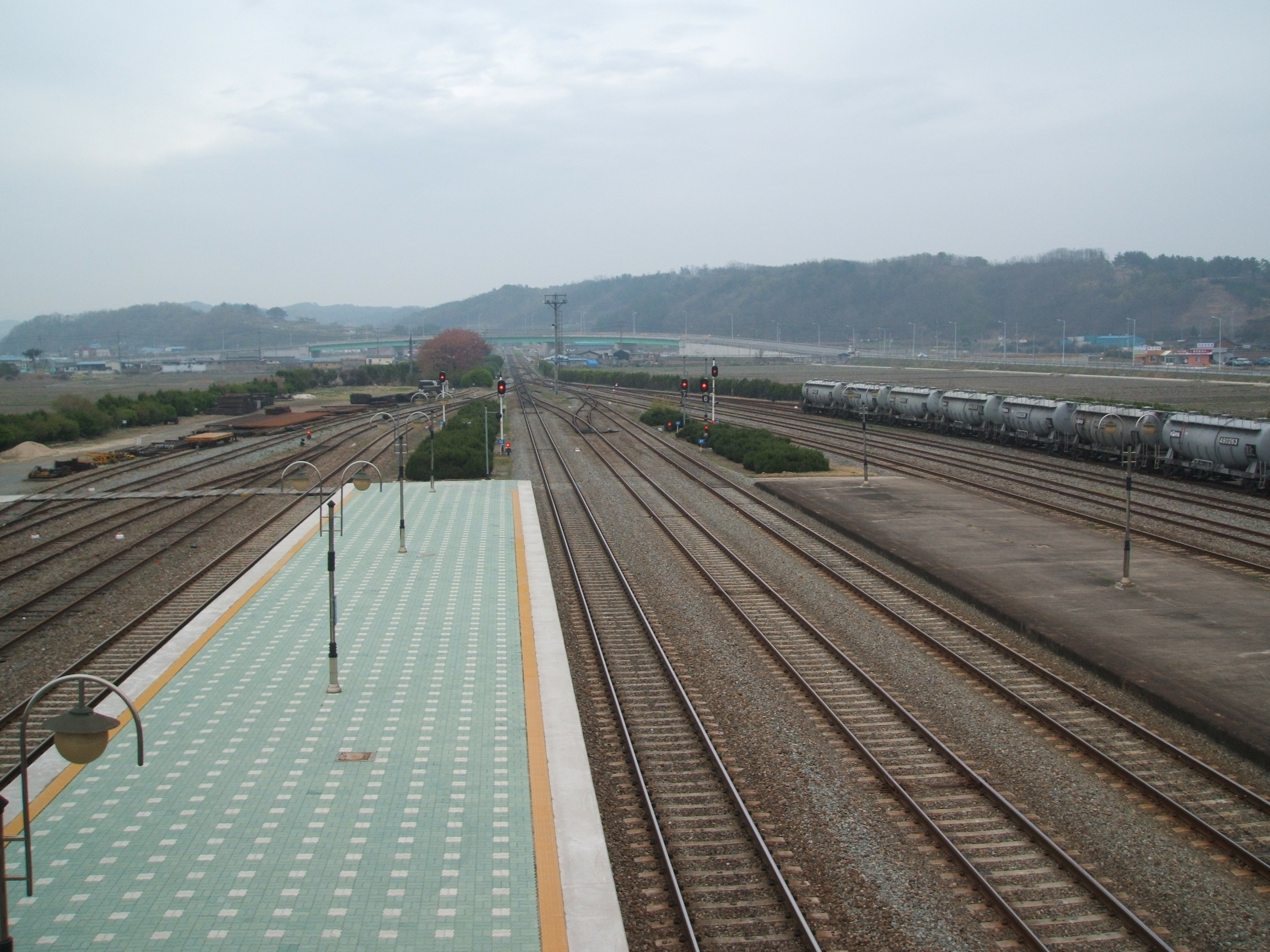
영천역 구 승강장에서 바라본 중앙선 하행(경주방면) 선로 (2011년)
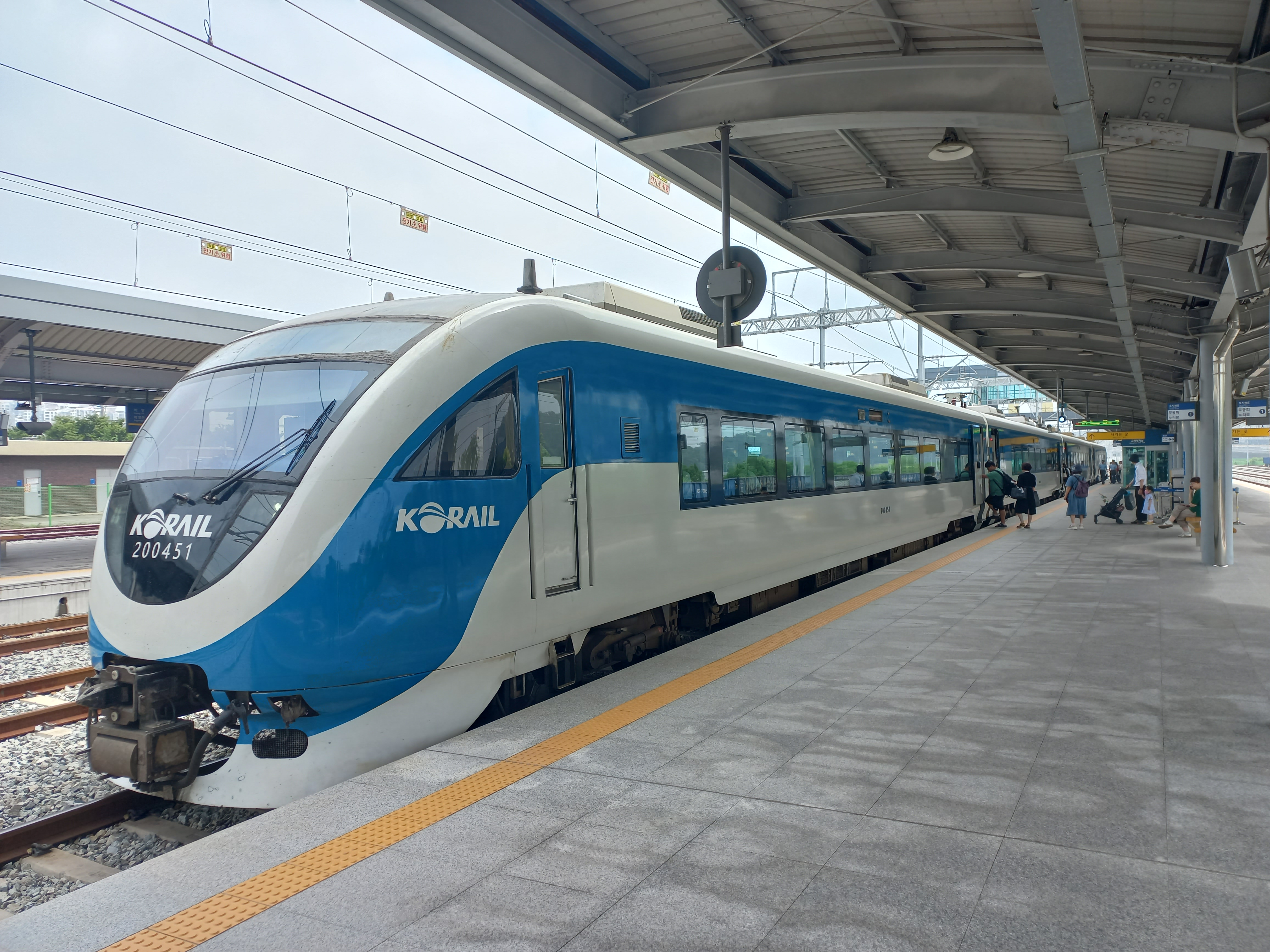
영천역 3번 타는 곳에 정차한 누리로 (2023년)